# Mystic Messenger
Mystic Messenger (수상한메신저 Susanghan Mesinjeo) est un jeu vidéo otome d'origine coréenne. Il a été publié le 5 juin 2016 et peut être joué sur Android et iOS. Disponible en anglais, en espagnol et en coréen, Mystic Messenger est un jeu de messagerie instantanée dans lequel le joueur choisit des réponses prédéfinies.

## Synopsis
L’héroïne que nous incarnons télécharge une application de chat, pensant qu’elle va pouvoir discuter avec plein de beaux gosses... mais tout n'est pas si rose! Nous nous faisons alors « hacker » par un certain "Unknown" et rediriger vers le chat de la R.F.A. (Rika’s Fundraising Association). Le chat sur lequel nous sommes est donc celui qu’utilisent les membres de l’association pour communiquer, bien qu'il ne soit plus très actif depuis le décès de la fondatrice, Rika. On nous explique que depuis son décès, il y a un an, plus personne n'avait la motivation d'organiser des fêtes... Et c'est là que nous intervenons.

## Personnages

### Personnages principaux
- "MC" (Main Character) est le personnage que nous incarnons. Il est possible de changer son avatar, mais MC est originellement caractérisée par de longs cheveux bruns et n'a pas d'yeux, comme on peut le voir dans les illustrations du jeu. Pour que le joueur se sente plus proche du personnage et donc du jeu, MC n'a donc pas vraiment de visage et son nom peut être changé perpétuellement. Au fur et à mesure des choix que nous prenons, nous avons la possibilité de jouer la "route" d'un des personnages principaux.
- "707" de son vrai nom, Saeyoung Choi, est l'un des membres de la RFA. (Il possède plusieurs surnoms comme Luciel, God Seven, Hacker God, Seven) Hacker de profession, mais également agent secret, 707 cache au maximum son identité. On le reconnait grâce à ses lunettes et à ses blagues douteuses, sa personnalité est extravagante, mais au cours de la "deep story", le passé de 707 va refaire surface, et le joueur en apprendra plus sur sa vie et les liens avec les autres membres.
- Jumin Han est l'un des membres le plus riche de la RFA, il est a la tête d'une entreprise réputée en Corée du sud. Jumin a un caractère plutôt froid, voire désigné par Zen comme sans cœur. Il pense que toutes les femmes se ressemblent à cause de mauvaises expériences sentimentales de son père. Au cours de sa route, le joueur pourra comprendre pourquoi il ne veut pas s'engager dans une relation amoureuse. Dans le cadre amical, son meilleur ami est V. Il possède aussi un chat nommée Elizabeth the 3rd (surnommée Elly par Seven)
- Zen
- Yoosung★
- Jaehee Kang
- V
- Unknown
- Rika